# Прапор Чистякового
Міськи́й пра́пор Чистякового — офіційний символ міста Чистякове Донецької області. Затверджений 2 квітня 2003 р. рішенням №4/8-156 сесії Чистяковської (тоді — Торезької) міської ради.

## Опис
Прямокутне полотнище зі співвідношенням сторін 2:3 складається з трьох горизонтальних смуг блакитного, жовтого і зеленого кольорів (6:1:6). У центрі полотнища чорна восьмикінцева зірка з довгими й короткими променями поперемінно.